# Emotivna luda
Emotivna luda è l'ottavo album in studio della cantante serba Ceca. Il disco è stato pubblicato nel 1996.

## Tracce
1. Kad bi bio ranjen
2. Rođen sa greškom
3. Zabranjeno pušenje
4. Mrtvo more
5. Neodoljiv neumoljiv
6. Ličiš na moga oca
7. Doktor
8. Usnule lepotice
9. Isuse